# Un-Go
Un-Go (アンゴ, Ango) est une série télévisée d'animation japonaise réalisée par Seiji Mizushima et produite par le studio Bones, d'après le roman Meiji Kaika Ango Torimono-chō (明治開化 安吾捕物帖) d'Ango Sakaguchi. Elle est diffusée initialement du 13 octobre au 22 décembre 2011 sur Fuji TV au Japon et en simulcast sur KZPlay, devenu Anime Digital Network, dans les pays francophones. Elle est également éditée en DVD par Kazé.

## Synopsis
Dans une Tôkyô à la fois futuriste et d'après-guerre, Shinjurô Yûki, connu dans la presse sous le nom de « détective défait », et son associé, Inga, un jeune garçon dont les liens avec le détective sont mystérieux, essaient de résoudre des affaires criminelles des plus complexes. La population ne reconnaît pas le talent du « détective », ayant pourtant un don certain pour la déduction. En effet, chacun des crimes est résolu rapidement par Rinroku Kaishô, magnat des médias et conseiller auprès du bureau du procureur et de la police. Cependant, les choses ne sont pas si simples que cela dans un monde régi par la politique, l'argent et les médias : la vérité n'est pas celle que l'on croit. C'est ce que va découvrir Rie Kaishô, la fille de Rinroku. Son intérêt pour le jeune détective grandit quand elle voit apparaître la patronne du détective qui fait avouer les criminels à l'aide d'une seule et unique question que l'on ne peut esquiver. Qui est-elle ? et qui est ce mystérieux détective ?

## Personnages
Shinjûrô Yûki (結城 新十郎, Yūki Shinjūrō)
Voix japonaise : Ryo Katsuji
Inga (因果)
Voix japonaise : Aki Toyosaki
Rinroku Kaishô (海勝 麟六, Kaishō Rinroku)
Voix japonaise : Shinichiro Miki
Rie Kaishô (海勝 梨江, Kaishō Rie)
Voix japonaise : Nozomi Yamamoto
Izumi Koyama (虎山 泉, Koyama Izumi)
Voix japonaise : Takako Honda
Kazamori Sasa (佐々 風守, Sasa Kazamori)
Voix japonaise : Marika Matsumoto
Seigen Hayami (速水 星玄, Hayami Seigen)
Voix japonaise : Miyu Irino

## Production
La production de Un-Go est annoncée en juillet 2011. L'anime est produit au sein du studio Bones avec une réalisation de Seiji Mizushima, un scénario de Shō Aikawa et des compositions de NARASAKI. La série est diffusée initialement du 13 octobre au 22 décembre 2011 sur Fuji TV dans la case-horaire noitaminA, et en simulcast sur KZPlay, devenu Anime Digital Network, dans les pays francophones. La série est également éditée en DVD par Kazé.
Un épisode 0 de 45 minutes, Chapitre d'Inga (因果論, Inga-ron), est diffusé dans les cinémas japonais le 19 novembre 2011.

## Liste des épisodes
| No | Titre de l’épisode en français    | Titre original de l’épisode                     | Date de 1re diffusion |
| -- | --------------------------------- | ----------------------------------------------- | --------------------- |
| 1  | Meurtre au bal                    | 舞踏会の殺人 Butōkai no satsujin                | 13 octobre 2011       |
| 2  | Le Chant impitoyable              | 無情のうた Mujō no uta                          | 20 octobre 2011       |
| 3  | La Famille résidence sans visage  | 覆面屋敷 Fukumen yashiki                        | 27 octobre 2011       |
| 4  | La Famille démasquée              | 素顔の家 Sugao no ie                            | 3 novembre 2011       |
| 5  | La Statue fantôme                 | 幻の像 Maboroshi no zō                          | 10 novembre 2011      |
| 6  | Un Code trop simple               | あまりにも簡単な暗号 Amari ni mo kantan na angō | 17 novembre 2011      |
| 7  | Rêverie                           | ハクチユウム Hakuchiyuumu                       | 24 novembre 2011      |
| 8  | Le Roi du paradis                 | 楽園の王 Rakuen no Ō                            | 1er décembre 2011     |
| 9  | Le Crime de Rinroku Kaishô        | 海勝麟六の犯罪 Kaishō Rinroku no hanzai         | 8 décembre 2011       |
| 10 | Les Funérailles de Rinroku Kaishô | 海勝麟六の葬送 Kaishō Rinroku no sōsō           | 15 décembre 2011      |
| 11 | Je ne fais que chercher           | 私はただ探している Watashi wa tada sagashiteiru | 22 décembre 2011      |

## Musique
| Générique | Épisodes | Début     | Début                  | Fin     | Fin     |
| Générique | Épisodes | Titre     | Artiste                | Titre   | Artiste |
| --------- | -------- | --------- | ---------------------- | ------- | ------- |
| 1         | 1 – 11   | How to go | School Food Punishment | Fantasy | LAMA    |